# Gustave Abel
Gustave Abel (Gent, 24 augustus 1866 - Ukkel, 22 december 1945) was een Belgisch advocaat, politicus en auteur.

## Biografie
Gustave Abel liep school aan het Koninklijk Atheneum in Gent en promoveerde tot doctor in de rechten aan de Université libre de Bruxelles. Beroepshalve was hij advocaat aan het hof van beroep in Gent. Hij was ook directeur en hoofdredacteur van La Flandre Libérale en hoofdredacteur van L'Indépendance belge.
Hij was ook politiek actief voor de Liberale Partij. Hij zetelde in het nationaal comité van de partij en in de provincieraad van Oost-Vlaanderen.
Op literair vlak werkte hij onder meer aan de tijdschriften Revue artistique et littéraire en Le Journal des débats mee. Hij publiceerde werken over de Franstalige literatuur en schreef enkele toneelwerken.

## Selecte bibliografie
- Le labeur de la prose, 1902.
- Les forces ennemies : comédie en trois actes, 1910.